# Cynareae
Cynareae o Cardueae és una tribu de plantes amb flors de la família asteràcia. Quatre dels gèneres més coneguts de la tribu Cynareae són Carduus, Cynara (que inclou la carxofera), Cirsium, i Onopordum. Cardueae és un sinònim de Cynareae, però el nom Cynareae té preferència, ja que va ser publicat deu anys abans. Alguns autors divideixen la tribu en tres tribus: Cynareae en sentit estricte, Carlineae, i Echinopeae. Però altres autors no fan aquesta divisió.
Les espècies d'aquest gènere són plantes herbàcies anuals, biennals i perennes. Moltes espècies tenen espines que surten de les fulles, de les tiges o dels involucres i algunes tenen conductes amb làtex o resines. Hi ha uns 80 gèneres amb unes 2.500 espècies assignades a aquesta tribu. Són espècies originàries de les regions temperades d'Europa i Àsia especialment de la regió mediterrània i Àsia Menor, algunes viuen a Austràlia i Àfrica tropical, i només tres gèneres són originaris d'Amèrica.